# Adama Jammeh (Leichtathlet)
Adama Jammeh (* 10. Juni 1993 in Sitanunku) ist ein gambischer Leichtathlet, der sich auf den Sprint spezialisiert hat. 2016 wurde er in Durban Vizeafrikameister im 200-Meter-Lauf.

## Sportliche Laufbahn
Erste internationale Erfahrungen sammelte Adama Jammeh 2011 bei den Afrikaspielen in Maputo, bei denen er im 200-Meter-Lauf bis in das Halbfinale gelangte, in dem er mit 21,63 s ausschied, wohingegen er über 100 Meter mit 10,7 s im Vorlauf ausschied. Im Jahr darauf gelangte er bei den Afrikameisterschaften in Porto-Novo in beiden Bewerben bis in das Halbfinale, in dem er mit 10,65 s bzw. 21,02 s ausschied. Mit der gambischen 4-mal-100-Meter-Staffel gelangte er bis in das Finale, wurde dort aber disqualifiziert. 2013 belegte er bei den Islamic Solidarity Games in Palembang im 100-Meter-Lauf in 10,59 s den sechsten Platz und wurde über 200 Meter in 21,34 s Fünfter. 2014 erreichte er bei den Afrikameisterschaften in Marrakesch in 20,80 s Rang fünf über 200 Meter und schied über 100 Meter mit 10,41 s im Halbfinale aus. Im Jahr darauf qualifizierte er sich über 200 Meter für die Weltmeisterschaften in Peking, schied dort aber mit 20,81 s in der ersten Runde aus. Anschließend belegte er bei den Afrikaspielen in Brazzaville in 20,74 s Rang vier über 200 Meter und schied über 100 Meter mit 10,40 s im Halbfinale aus. Auch mit der Staffel konnte er sich in 40,09 s nicht für das Finale qualifizieren.
2016 gewann er bei den Afrikameisterschaften in Durban über 200 Meter mit neuem Landesrekord von 20,45 s die Silbermedaille hinter dem Südafrikaner Wayde van Niekerk. Zudem schied er über 100 Meter mit 10,29 s im Halbfinale aus. Mit seinen Leistungen qualifizierte er sich auch erstmals für die Olympischen Spiele in Rio de Janeiro, bei denen er über 200 Meter mit 20,55 s im Vorlauf ausschied. Im Jahr darauf wurde er bei den Islamic Solidarity Games in Baku in 20,86 s und 40,20 s jeweils Vierter über 200 Meter sowie mit der Staffel und schied über 100 Meter mit 10,48 s im Halbfinale aus. Er nahm zudem erneut an den Weltmeisterschaften in London teil, bei denen er aber erneut mit 20,79 s in der Vorrunde ausschied. 2018 nahm er an den Commonwealth Games im australischen Gold Coast teil, schied dort aber über 100 und 200 Meter in 10,59 s und 21,11 s sowie mit der Staffel in 40,57 s in der ersten Runde aus. Im August wurde er bei den Afrikameisterschaften in Asaba in 20,91 s Achter über 200 Meter und schied über 100 Meter mit 10,64 s im Halbfinale aus. Im Jahr darauf erreichte er bei den Afrikaspielen in Rabat über 100 Meter das Halbfinale, konnte dort seinen Lauf aber nicht beenden. 2022 kam er bei den Afrikameisterschaften in Port Louis mit 10,59 s nicht über die Vorrunde über 100 Meter hinaus. Anschließend kam er bei den Commonwealth Games in Birmingham mit 21,72 s nicht über die Vorrunde über 200 Meter hinaus und mit der Staffel belegte er in 40,18 s den sechsten Platz. Daraufhin wurde er bei den Islamic Solidarity Games in Konya in 38,27 s Vierter im Staffelbewerb. 2024 schied er bei den Afrikaspielen in Accra mit 10,57 s im Halbfinale über 100 Meter aus und belegte mit der Staffel in 38,24 s den fünften Platz. Zudem belegte er über 200 Meter in 21,14 s den siebten Platz. Im Juni schied er bei den Afrikameisterschaften in Douala mit 10,31 s und 21,23 s jeweils im Semifinale über 100 und 200 Meter aus und verpasste mit der Staffel mit 39,79 s den Finaleinzug.

## Persönliche Bestleistungen
- 100 Meter: 10,23 s (−1,2 m/s), 15. Juli 2017 in Ouagadougou
  - 60 Meter (Halle): 6,80 s, 3. Februar 2024 in Paris
- 200 Meter: 20,45 s (+1,8 m/s), 26. Juni 2016 in Durban (gambischer Rekord)
  - 200 Meter (Halle): 21,31 s, 4. Februar 2024 in Nogent-sur-Oise